# 鍋田三善
鍋田 三善（なべた さんぜん、安永7年（1778年） - 安政4年3月11日（1858年4月24日））は、磐城平藩中老。博捜家。通称は舎人、字は子行、晶山と号した（淡齋と号した時期もある）。また、書斎を静幽堂と称した。
三善の名を“みつよし”と呼ばれる事もある。
父・三房は、藩主安藤信成の信任厚く、用人・小姓頭・書翰方などを勤め、寛政11年（1799年）の冬中老となり、さらに家老となったのは享和3年（1803年）三房が61歳の時であった。その翌年文化元年（1804年）の秋、病のため職を辞して隠居する。
父の影響を受けて学問を好んだ三善は、江戸で兵学者清水赤城の門に入り、多くの人物と交流を深めた。田原藩家老で画家・蘭学者の渡辺崋山、昌平黌教授佐藤一斎、国学者の屋代弘賢、作家の曲亭馬琴、水戸藩の藤田東湖、多くの文人や学者との交わりは、三善の文献史料探索に大きな力となった。

## 来歴・人物
鍋田家は初祖の正光が、慶長12年（1607年）に安藤重信に仕えて以来、累代安藤家の家臣であった。宝暦6年（1756年）5月に主君安藤信明（のちに信成）が、美濃国加納（現岐阜市）から磐城平（現いわき市）に転封を命ぜられたのに伴い、三善の父・三房の代に平へ移って来た。
三善が生まれたのは安永7年（1778年）。天明6年（1786年）の春、9歳になった三善は、江戸詰めとなった父三房と共に大塚の安藤家下屋敷に移った。文化元年（1804年）に家督を継いだ三善は27歳、翌年に用人となり、文化5年（1808年）には中老に進んだ。
文化11年（1814年）、江戸から磐城に移り田町会所東隣の屋敷に住んだ。藩命による地図作成のためだったという。磐城での三善の役職は「御中老御城預り」との記録が残されている。以後文政12年（1829年）10月江戸に戻るまでの15年間が、磐城における三善の史料探究の時期であった。三善は藩務の傍ら、寺社や旧家に伝存する古文書を捜し出して写し取り、自分の著述の資料とした。
文政12年（1829年）7月藩主信義が隠居して、信由が家督を相続する。その年の10月、再び江戸詰めとなった。天保4年（1833年）、水戸藩から藩を通して、徳川家三代の事跡をつづる『垂統大記』の編纂のため、史料探索や考証の協力を依頼される。これもまた三善の交友の人脈と業績が評価された結果に他ならない。水戸側の窓口となって、三善と書信を交わしたのは小宮山楓軒であった。『磐城志』、『赤穂義人纂書』の資料探索に晩年まで執念を燃やした。
安政4年（1857年）5月5日、孫の弁之助（三復）に家督を譲り隠居し、翌年の3月11日、安藤家下屋敷で歿した。享年81。

## 著書
- 『磐城志』
- 『赤穂義人纂書』
- 『磐城文書』
- 『陸奥国磐城名勝略記』 鍋田三善撰 いわき史料集成刊行会編 いわき史料集成刊行会 1994.2
- 『改正陸奥磐城四郡疆界路程全図』